# Scotinomys teguina
Scotinomys teguina is een zoogdier uit de familie van de Cricetidae. De soort komt voor in Midden-Amerika

## Naamgeving
De wetenschappelijke naam van de soort werd voor het eerst geldig gepubliceerd door Alston in 1877.

## Verspreiding
Scotinomys teguina bewoont bossen en open terrein van 900 tot 2.900 meter hoogte. Het verspreidingsgebied loopt van de zuidelijke Mexicaanse staat Oaxaca tot aan het westen van Panama. In de Cordillera de Talamanca in het zuiden van Costa Rica en het westen van Panama komt de soort samen voor met de grotere verwant Scotinomys xerampelinus.

## Kenmerken
Scotinomys teguina is ongeveer 8 cm lang en circa 12 gram zwaar. Het dier heeft een gladde, donkerbruine vacht en een zwarte staart.

## Leefwijze
Dit knaagdier voedt zich vooral met insecten en met name kevers. Daarnaast worden ook fruit, zaden en nectar gegeten. Scotinomys teguina is met name dagactief. Het is een solitair dier dat op de grond leeft. Mannelijke en vrouwelijke dieren bouwen samen een strak gewezen nest en voeden de jongen op. Scotinomys teguina wordt wel de "zingende muis" genoemd. Dit dier gaat om te communiceren op zijn achterpoten staan, houdt de voorpoten voor het lichaam en buigt het hoofd naar achteren. Vervolgens worden zes tot tien seconden lange kreten gemaakt die langzamer en luider worden en in toonhoogte dalen om daarna plotseling te eindigen. Dit gedrag van Scotinomys teguina vindt met name bij zonsopgang en zonsondergang plaats.